# Laemobothriidae
Laemobothriidae es una familia de Psocodea. Por lo general son ectoparásitos de aves. A veces los otros géneros son incluidos en  Laemobothrion.

## Descripción
Piojos relativamente grandes, esta familia incluye los piojos más grandes conocidos, las hembras de algunas especies pueden tener hasta 11 milímetros de largo. La cabeza tiene una estructura prominente en la parte posterior con crecimientos en forma de alfiler. Posee palpos labiales. El cuerpo tiene seis pares de orificios para la respiración (espiráculos). En el tórax, el mesonoto y el metanoto (las placas posteriores del segundo y tercer segmento) están fusionados. La parte inferior del fémur y algunas de las extremidades posteriores tienen campos de pelo fino (microtrichia).